# Kallham
Kallham  ist eine Gemeinde in Oberösterreich im Bezirk Grieskirchen  im Hausruckviertel mit 2506 Einwohnern (Stand 1. Jänner 2024).

## Geografie
Kallham liegt auf 397 m Höhe im Hausruckviertel. Die Ausdehnung beträgt von Nord nach Süd 7,9 km, von West nach Ost 6,3 km. Die Gesamtfläche beträgt 26,7 km², 10,1 % der Fläche sind bewaldet, 78,7 % der Fläche sind landwirtschaftlich genutzt.

### Gemeindegliederung
Das Gemeindegebiet umfasst folgende 51 Ortschaften (in Klammern Einwohnerzahl Stand 1. Jänner 2024):
- Aigen (9)
- Aschau (34)
- Aspeth (307)
- Au (23)
- Auing (118)
- Baumgarten (5)
- Birnsteig (13)
- Ebergassen (1)
- Endt (2)
- Erlach (52)
- Flenkengrub (10)
- Frauenhub (10)
- Geßwagen (46)
- Güttling (66)
- Hading (68)
- Häuseln am Holz (3)
- Henning (11)
- Hof (7)
- Holzhäuseln (26)
- Holzleithen (18)
- Itzling (89)
- Kainzing (46)
- Kallham (595)
- Kallhamerdorf (44)
- Kimpling (225)
- Kirchbach (119)
- Lehen (32)
- Mairhof (12)
- Niederleithen (34)
- Obereibach (14)
- Obernfurth (10)
- Oberrühringsdorf (9)
- Obersameting (29)
- Parzleithen (12)
- Pauzenberg (14)
- Pehring (65)
- Penzing (18)
- Poing (12)
- Puchet (7)
- Putzenbach (15)
- Schildorf (35)
- Sixberg (5)
- Stockham (3)
- Unternfurth (8)
- Unterrühringsdorf (14)
- Untersameting (62)
- Wachling (16)
- Weireth (40)
- Wies (17)
- Wiesing (15)
- Würzberg (61)

Die Gemeinde besteht aus den Katastralgemeinden Erlach, Kallham und Kimpling.
Die Gemeinde liegt im Gerichtsbezirk Grieskirchen.

### Nachbargemeinden
| Zell an der Pram (Bez. Schärding) | Altschwendt (Bez. Schärding)                | Peuerbach                                               |
| Riedau (Bez. Schärding)           | Kompassrose, die auf Nachbargemeinden zeigt | Pötting                                                 |
| Dorf an der Pram (Bez. Schärding) | Wendling                                    | Neumarkt im Hausruckkreis, Taufkirchen an der Trattnach |

## Geschichte

### Ortsgeschichte
Die erste schriftliche Erwähnung des Ortes erfolgte um das Jahr 1120.
Ursprünglich im Ostteil des Herzogtums Bayern liegend, gehörte der Ort seit dem 12. Jahrhundert zum Herzogtum Österreich. Seit 1490 wird er dem Fürstentum Österreich ob der Enns zugerechnet. Während der Napoleonischen Kriege war der Ort mehrfach besetzt.
Seit 1918 gehört der Ort zum Bundesland Oberösterreich. Nach dem Anschluss Österreichs an das Deutsche Reich am 13. März 1938 gehörte der Ort zum „Gau Oberdonau“. 1945 erfolgte die Wiederherstellung Oberösterreichs.

### Einwohnerentwicklung
1991 hatte die Gemeinde laut Volkszählung 2.622 Einwohner, 2001 dann 2.536 Einwohner. Der Rückgang erfolgte, da die Abwanderung stärker war als der Zuwachs durch die positive Geburtenbilanz. Von 2001 bis 2011 hoben sich die positive Geburtenbilanz und die negative Wanderungsbilanz beinahe auf, sodass die Bevölkerungszahl nur leicht auf 2.543 Personen anstieg, um dann bis 2018 auf 2.498 Einwohner zu sinken.

## Kultur und Sehenswürdigkeiten
- Schloss Erlach

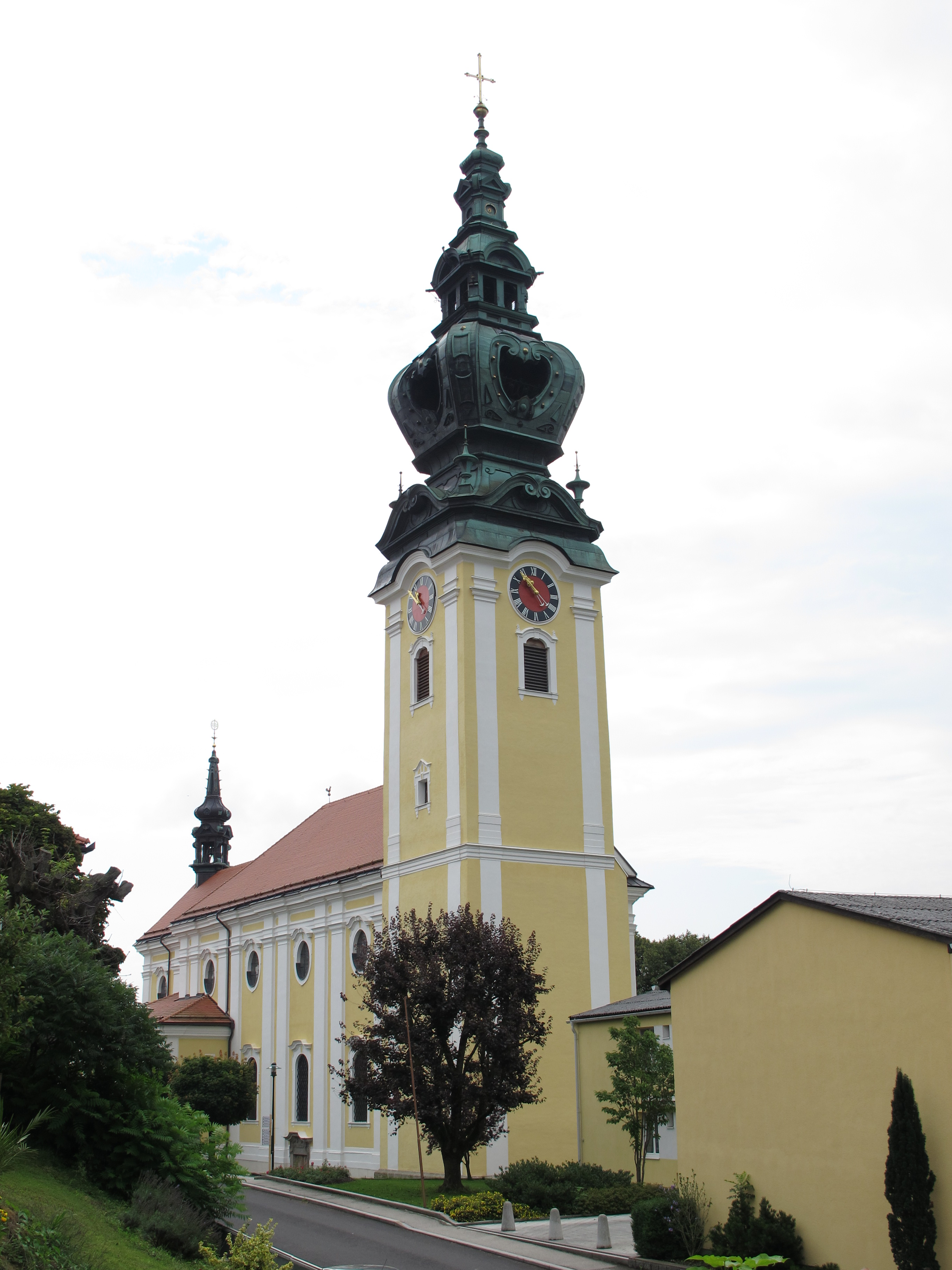
Pfarrkirche Kallham

- Das abgegangene Schloss Rohrawiesing
- Die katholische Pfarrkirche Kallham Maria Himmelfahrt wurde von 1713 bis 1718 mit dem Barockbaumeister Jakob Pawanger unter Erhaltung des mächtigen im Kern gotischen Turmes erbaut. Die Außengestaltung verleiht der Kirche die Ausstrahlung einer Domkirche. Die letzte Kirchenrenovierung wurde 2009 beendet.
- Filialkirche Kimpling

### Musik
- Trachtenkapelle Kallham
- Musikverein Kimpling[4]

## Wirtschaft und Infrastruktur

### Verkehr
- In Neumarkt im Hausruckkreis liegt der Bahnhof Neumarkt-Kallham. Kallham liegt an der Innviertler Straße.

## Politik

### Gemeinderat
Der Gemeinderat hat 25 Mitglieder.
- Mit den Gemeinderats- und Bürgermeisterwahlen in Oberösterreich 2003 hatte der Gemeinderat folgende Verteilung: 15 ÖVP, 8 SPÖ und 2 FPÖ.
- Mit den Gemeinderats- und Bürgermeisterwahlen in Oberösterreich 2009 hatte der Gemeinderat folgende Verteilung: 15 ÖVP, 6 SPÖ und 4 FPÖ.
- Mit den Gemeinderats- und Bürgermeisterwahlen in Oberösterreich 2015 hatte der Gemeinderat folgende Verteilung: 15 ÖVP, 6 FPÖ und 4 SPÖ.
- Mit den Gemeinderats- und Bürgermeisterwahlen in Oberösterreich 2021 hat der Gemeinderat folgende Verteilung: 15 ÖVP, 5 SPÖ und 5 FPÖ.[5]

### Bürgermeister
- 1919–1938 Johann Weidenholzer (CSP, VF)
- 1945–1958 Johann Weidenholzer (ÖVP)
- 1994–2021 Gottfried Pauzenberger (ÖVP)[6]
- seit 2021 Helga Witzmann (ÖVP)

### Wappen
Das 1971 verliehene Gemeindewappen bezieht sich direkt auf das Wappen derer von Ungnad von Weißenwolff, die die Herren der Gegend waren. Die Blasonierung zeigt eine goldene Zinnenmauer in der unteren Hälfte des Wappenschildes mit einem silbernen, rot bezungten und bewehrten Wolf oben. Die Mauer ist ein Symbol für das auf Kallhamer Gemeindegebiet gelegene Schloss Erlach, der silberne Wolf weist auf die langjährigen Schlossbesitzer hin. Die Gemeindefarben sind Blau-Weiß-Blau.

## Persönlichkeiten

### Söhne und Töchter der Gemeinde
- Matthias Altmann (1790–1880), Dichter
- Karl Kajetan Kardinal Gaisruck (1769–1846), Erzbischof von Mailand, Seelsorger in Kallham (1801 – 1818)
- Johann Weidenholzer (1884–1958), Politiker (CSP, ÖVP)
- Matthias Spanlang (* 20. Februar 1887 am Steindlgut in Stockham; † 5. Juni 1940 im KZ Buchenwald) war ein österreichischer christlicher Widerstandskämpfer gegen den Nationalsozialismus, Häftling im KZ Dachau und im KZ Buchenwald
- Josef Enengl (1926–1993), Lyriker, Erzähler und Essayist

### Ehrenbürger der Gemeinde
- 1932 Theodor Berger (1875–1956), Volksschuldirektor, Politiker und Heimatforscher